# Лазарус Швенди
Лазарус Швенди (1522 — 28. мај 1583) био је аустријски војсковођа, дворски саветник и војни писац. 
У својим делима бавио се нарочито питањем најамника у Немачкој. Залажући се за искорењавање недостатака у врбовању и организацији ландскнехта, изнео је 1552. године своје предлоге немачком цару Карлу V. У основи, он је прихватио идеје Макијавелија о реорганизацији војске, па је 1570. године предложио закон о реорганизацији ландскнехта. У својим делима бавио се начином врбовања, заклетвом и начином везивања најамника за господара, платама ландскнехта, чиновима и дужостима старешина. Идеје Лазаруса Швендија утицале су и на Јохана Насауског, као и на замену ландскнехта најамницима више везаним за државну власт. 